# Emin Çapa
Emin Çapa (İzmit, 1967) è un giornalista ed economista turco.
Dal 2000 al 2017, ha condotto i telegiornali economici di CNN Türk, per poi passare alla conduzione del telegiornale del mattino di Kanal D e Halk TV.

## Biografia
Dopo gli studi all'Università di Istanbul sul giornalismo, durante i quali lavora per il quotidiano turco Hürriyet. Successivamente è il corrispondente economico di Tempo ed è uno dei fondatori della Genç Radio. Per un breve periodo è giornalista al Daily Sabah e consigliere per la Turkish Industry and Business Association e per la Turkish Confederation of Employer Associations.
Dal novembre 1999 è stato editore per CNN Türk e successivamente assume la direzione economica del canale, conducendo vari programmi.